# Lenka Antošová
Lenka Antosova (ur. 27 września 1991 w Děčínie) – czeska wioślarka.

## Osiągnięcia
- Mistrzostwa Świata Juniorów – Pekin 2007 – dwójka podwójna – 4. miejsce[1].
- Mistrzostwa Świata Juniorów – Linz 2008 – dwójka podwójna – 8. miejsce[1].
- Mistrzostwa Świata Juniorów – Brive-la-Gaillarde 2009 – czwórka podwójna – 2. miejsce[1].
- Mistrzostwa Świata – Poznań 2009 – dwójka podwójna – 5. miejsce[1].
- Mistrzostwa Europy – Brześć 2009 – dwójka podwójna – 2. miejsce[1].
- Mistrzostwa Europy – Montemor-o-Velho 2010 – dwójka podwójna – 5. miejsce[1].